# ميغيل لويد
ميغيل لويد (بالإسبانية: Miguel Lloyd)‏ (و. 1982  م) هو لاعب كرة قدم، من دومينيكا، ولد في سانتو دومينغو، يلعب كحارس مرمى.

## روابط خارجية
- ميغيل لويد على موقع قاعدة بيانات كرة القدم.إي يو (الإنجليزية)
- ميغيل لويد على موقع ناشيونال فوتبول تيمز (الإنجليزية)
- ميغيل لويد على موقع Soccerway.com (الإنجليزية)